# 21세기문학상
21세기문학상은 계간 21세기문학이 시와 소설에 있어 신인 작가를 발굴할 목적으로 제정한 작가상이다.

## 역대 수상자
| 연도        | 회차 | 소설                                                               | 시                                                   |
| ----------- | ---- | ------------------------------------------------------------------ | ---------------------------------------------------- |
| 1999년 3월  | 3회  | 심아진,<차 마시는 시간을 위하여>                                   |                                                      |
| 2000년 9월  | 6회  | 정인, <떠도는 섬>                                                  |                                                      |
| 2001년 9월  | 8회  | 고혜숙(류담),<새 기르는 남자> 이풀잎 <빗방울들>                    | 최한선 <구강포 갈매기>                               |
| 2002년 5월  | 9회  | 주정안 <네펜데스의 집> 노정완 <떠도는 늪>                          | 장희정 <카페 하드코어>                               |
| 2004년 5월  | 11회 | 김을해 <야곱의 강>                                                 | 황병승 <주치의 h>                                    |
| 2006년 6월  | 13회 | 강연하 <카나페>                                                    |                                                      |
| 2008년 5월  | 15회 | 장미라 <어둠처럼 짙고 불온하게 달콤한> 김유려 <오래된 세월을 걷다> |                                                      |
| 2009년 5월  | 16회 | 손보미 <침묵>                                                      | 김석윤 <빈 들에서> 외 4편                            |
| 2010년 5월  | 17회 | 전한서 <사령>                                                      | 황아리 <오라벙이>외4편 김연우 <그리움 다운로드>외3편 |
| 2011년 5월  | 18회 | 김광님 <자귀나무 울음> 수필:최광준 <물은 곧 나요 나는 곧 물이니>   | 김수정 <팽나무>외4편 우문상 <기러기 아빠>외4편       |
| 2012년 5월  | 19회 |                                                                    | 박동길 <중도바다>외3편 이경미 <삽화>외3편            |
| 2013년 12월 | 20회 | 김춘규 <듀엣>                                                      |                                                      |
| 2014년 5월  | 21회 | 문주미 <꽃님이 나무>                                               |                                                      |
| 2015년 5월  | 22회 | 송수희 <히카루>                                                    | 김문경 <발목뼈만 남기고 돌아서던 사자>               |
| 2016년 5월  | 23회 | 배보람 <지구로 돌아온 우주비행사의 중력에 관한 인터뷰>             | 류진 <홍금보>외4편                                   |